# Baven (Südheide)

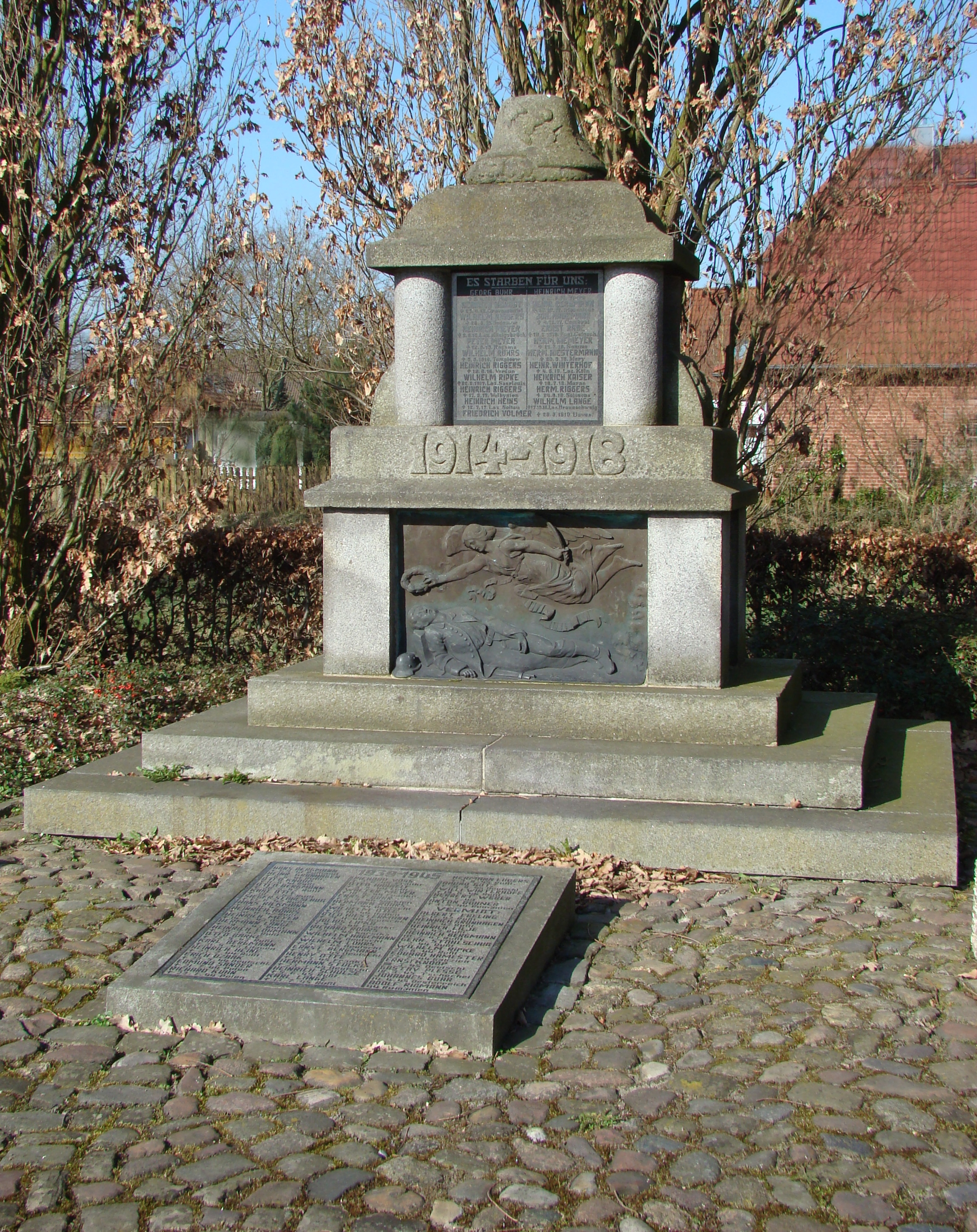
Kriegerdenkmal 1914–1918 und 1939–1945

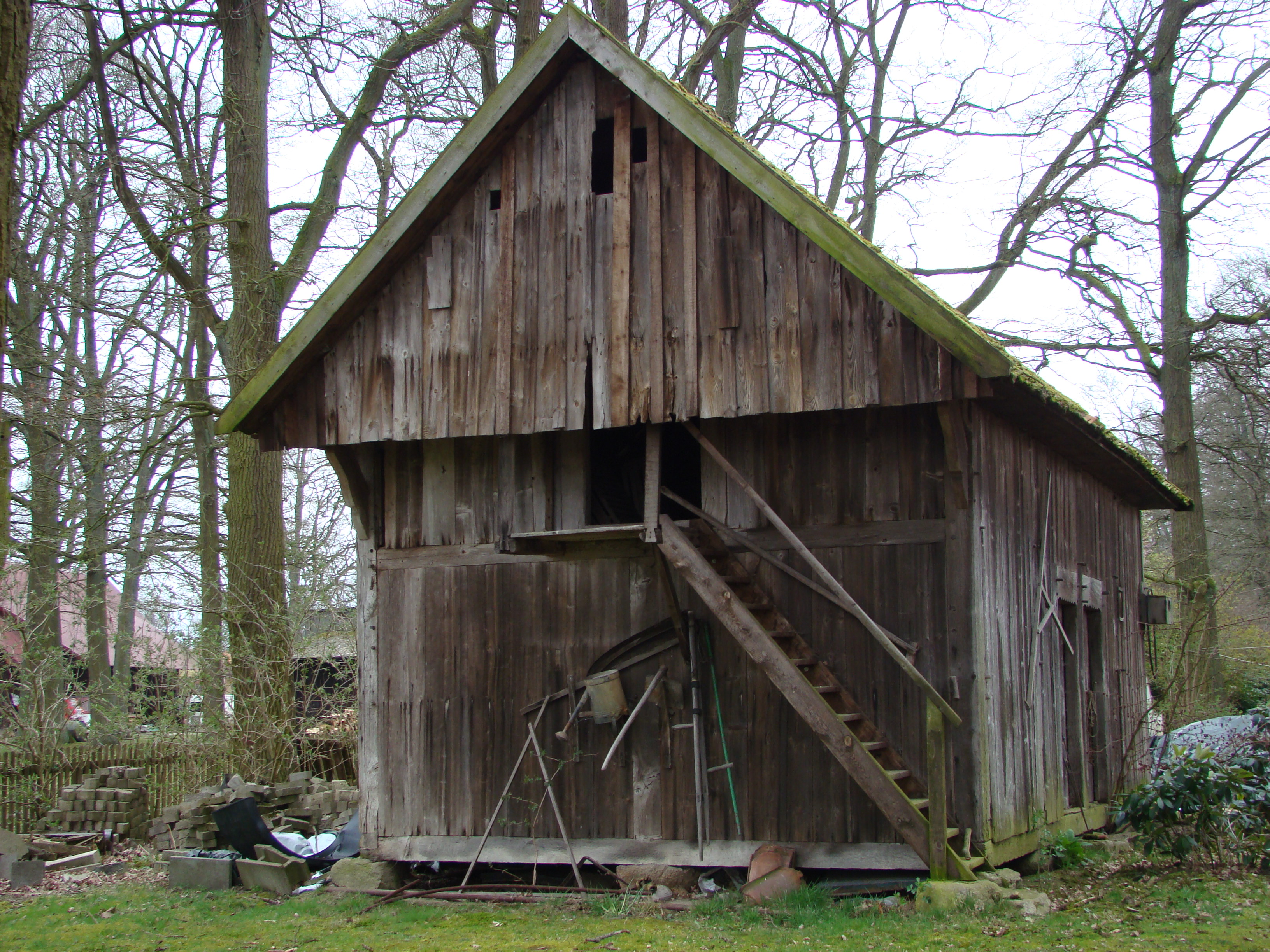
Treppenspeicher von 1767

Baven ist eine zur Gemeinde Südheide gehörende Ortschaft im nördlichen Landkreis Celle. Sie liegt am westlichen Rand des Naturparks Südheide, in der Lüneburger Heide und hat derzeit 1638 Einwohner.

## Geschichte
Erste Siedlungen sind für die ältere Bronzezeit nachweisbar. Im Jahre 1932 wurde von Hans Piesker, einem Archäologen aus Hermannsburg, das „Totenhaus von Baven“ ausgegraben. Unter einer starken Brandschicht im Nordwestsektor eines Hügels fanden sich die Reste eines Ost-West-orientierten Hauses und verschiedene Grabbeigaben, die aus der Frühen Bronzezeit (2200 v. Chr.–1600 v. Chr.) datierten. Einzelne Ausgrabungsfunde hiervon sind im Landesmuseum Hannover Abteilung „Menschenwelten“ ausgestellt.
Bis ins 19. Jahrhundert bestand Baven über Jahrhunderte aus 15 Gehöften, bis durch Verkauf und Teilung einer Hofstelle neue Siedlungsmöglichkeiten entstanden und die Bevölkerungszahl deutlich anstieg. Am 1. Januar 1973 wurde Baven im Zuge der Gebiets- und Verwaltungsreform in Niedersachsen ein Teil der Einheitsgemeinde Hermannsburg.

## Politik
Mit der Fusion von Hermannsburg mit der Nachbargemeinde Unterlüß zum 1. Januar 2015 kam der Ort zur Gemeinde Südheide.
Ortsrat
Der Ortsrat von Baven besteht aus fünf Ortsratsmitgliedern. Bei der Kommunalwahl 2021 ergab sich folgende Sitzverteilung:
- Unabhängige Wählergemeinschaft Baven (UWB): 5 Sitze

### Ortsbürgermeister
Ortsbürgermeister ist Norbert Nehrig.

## Baudenkmäler
- Baudenkmale in Baven

## Totenhaus von Baven
- → Hauptartikel: Totenhaus von Hermannsburg  (auch Totenhaus von Baven genannt)

Ausgrabungen in Baven aus der Ältere Bronzezeit
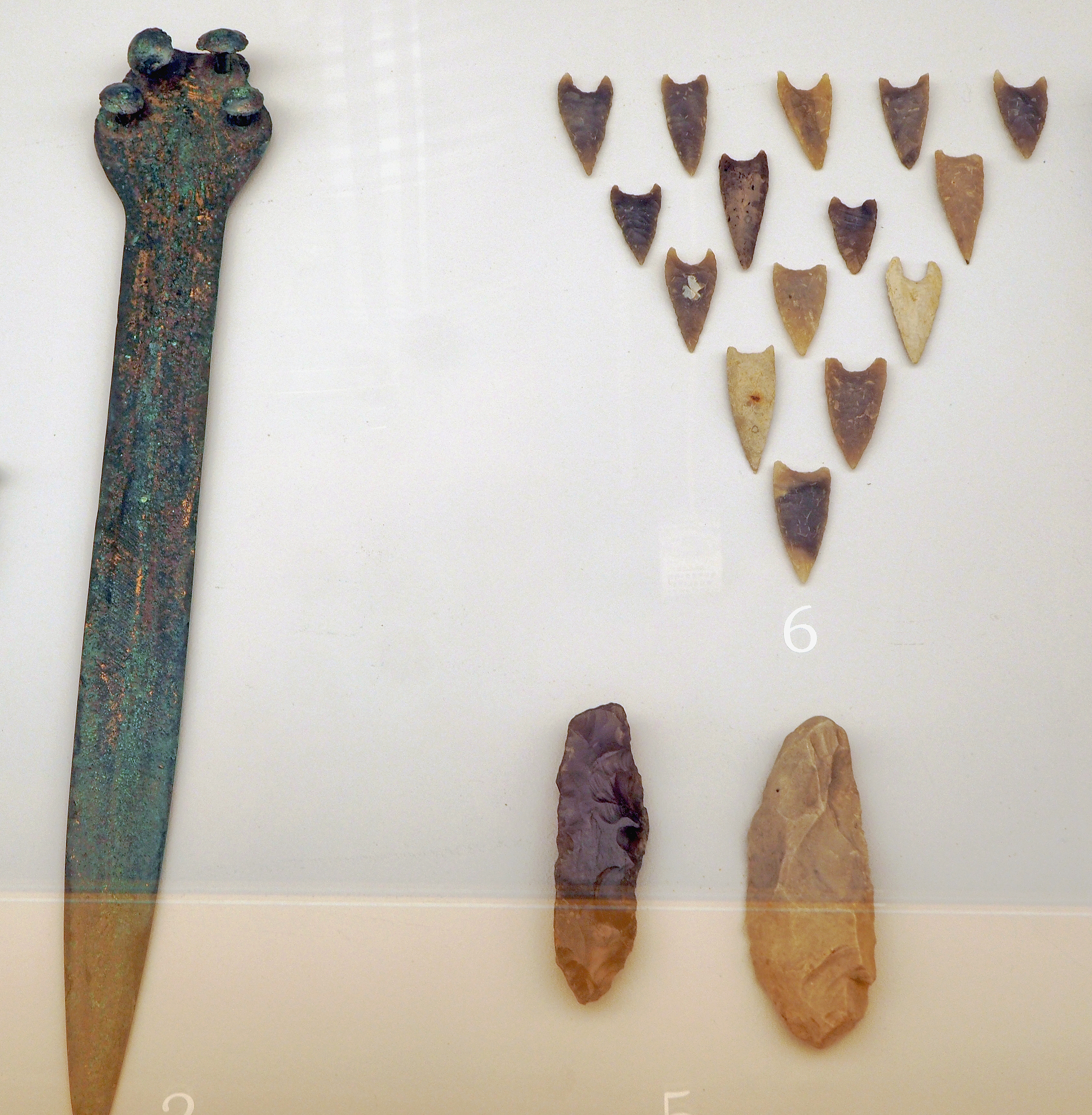
Kurzschwert (8), Pinksteine (5), Pfeilspitzen (6)
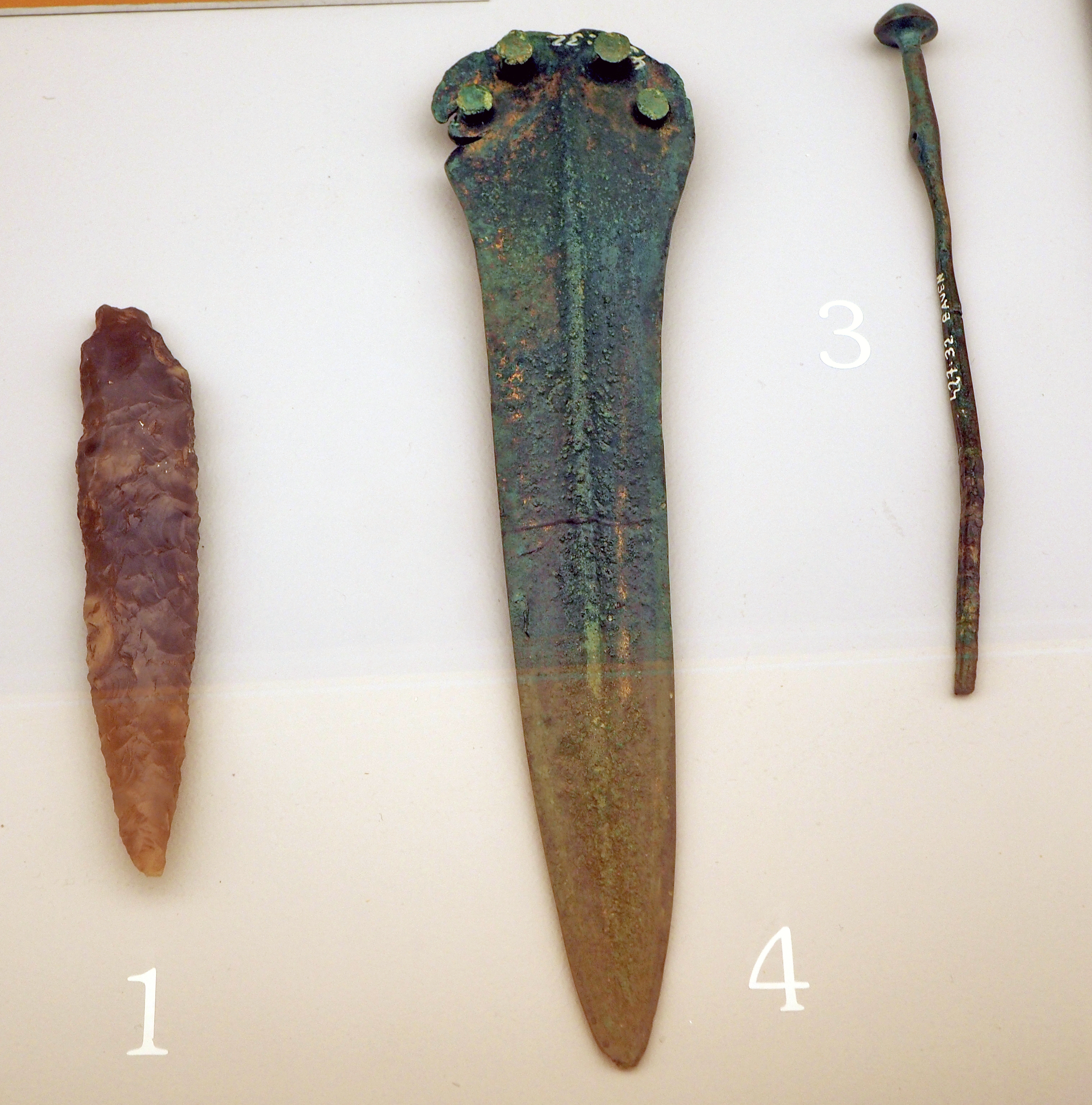
Dolche (1 + 4), Vorfibelnadel (3)